# Chorão (cantor)
Alexandre Magno Abrão (São Paulo, 9 de abril de 1970 – São Paulo, 6 de março de 2013), mais conhecido pelo seu nome artístico Chorão, foi um cantor, rapper,  compositor, skatista, cineasta, roteirista, empresário e músico brasileiro.
Foi o vocalista, principal letrista e co-fundador da banda santista Charlie Brown Jr., formada em 1992 junto com Renato Pelado, Marcão, Champignon e Thiago Castanho, sendo o único integrante a participar de todas as formações. Com o Charlie Brown, lançou dez discos, que venderam mais de cinco milhões de cópias. Teve uma infância e adolescência difícil, a sua mãe era doméstica, fazia pastéis, cozinhava fora para ele entregar. Chorão vivia na rua, ia mal na escola, parou de estudar na sétima série, e frequentemente tinha problemas com a polícia. Com 21 anos, foi convidado a integrar uma banda com Champignon chamada What's Up, acabou não dando certo, então montou o Charlie Brown Jr.. Em 2007, Chorão roteirizou o filme O Magnata. Em 2009, lançou suas marcas de roupas, a DO.CE. e La Plata. Faleceu no dia 6 de março de 2013, em São Paulo, aos 42 anos, vítima de uma overdose de cocaína.

## Biografia

### Infância e juventude
Alexandre Magno Abrão nasceu em 9 de abril de 1970, no bairro Vila Rosa, na cidade de São Paulo. Quando tinha 11 anos, seus pais se separaram. Na escola nunca foi muito bem, estudou até a sétima série em São Paulo. Posteriormente, continuou seus estudos em Santos e parou. Estudou sempre em escolas estaduais, envolvendo-se com os piores da turma, o que conduzia a problemas. Quando quis levar os estudos a sério, foi pra escola particular, mas seu pai não tinha condição de pagar.[carece de fontes?]

#### Primeiro contato com skate

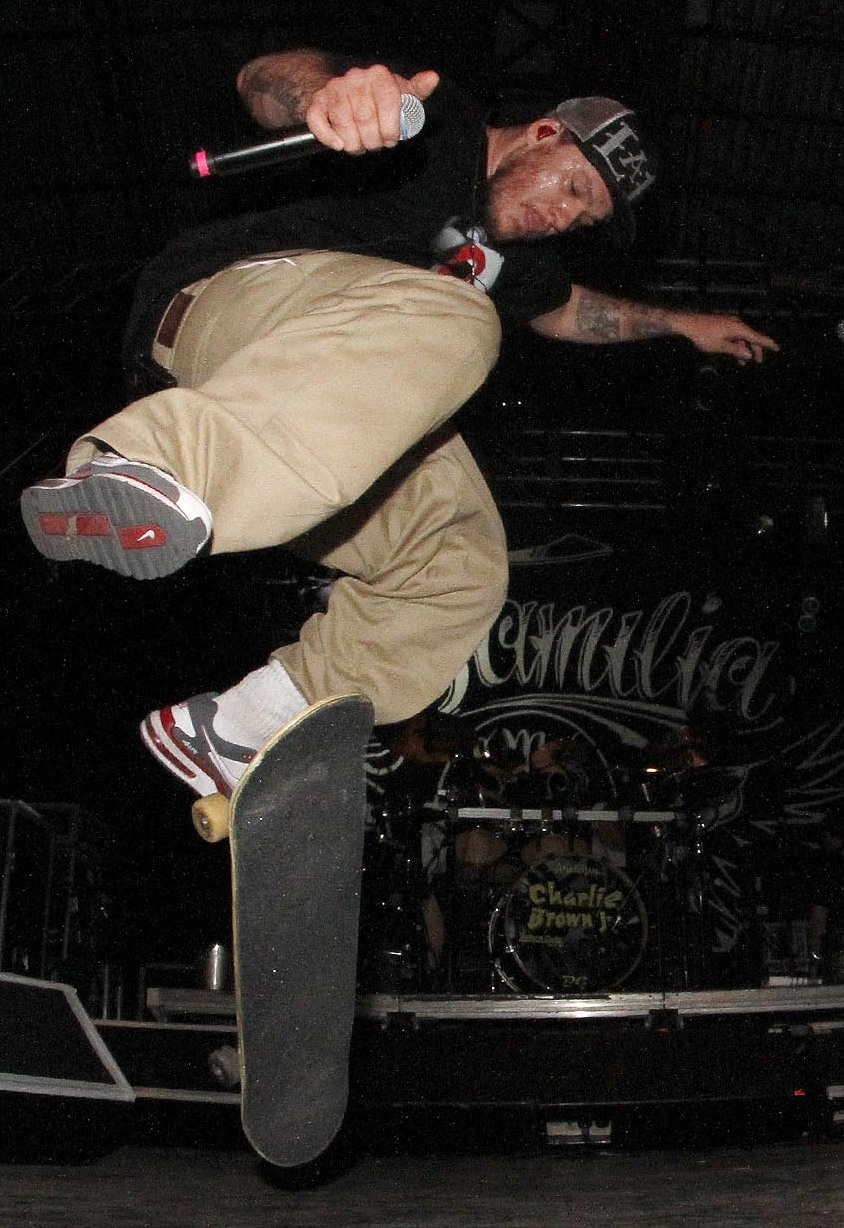
Chorão andando num skate em 2012.

Frustrado com humilhações como essa, Alexandre cessou seus estudos. Aos 14 anos, sua mãe sofreu um derrame e quase faleceu. Nessa época começou a andar de skate, o que se tornou uma de suas paixões. Seu primeiro skate foi feito com um shape velho e rodas de patins, montado por conhecidos mais velhos. Teria começado a praticar o esporte com um grupo do Ibirapuera. No começo só queria fazer parte do grupo, mas após um ano já competia, alcançando o segundo lugar. Geralmente, estava sempre entre os três, quatro ou cinco primeiros, mesmo com um tênis inferior. Correu num Brasileiro no Sul e passou em primeiro em um dos dias, em outro dia chegou em terceiro porque tinha saído na noite anterior para comemorar.[carece de fontes?]
Além disso, no mesmo período cresceu seu interesse por música, tendo, mesmo com dificuldades financeiras, acumulado discos.[carece de fontes?] Ouvia Suicidal Tendencies, Grinders, Garotos Podres, Olho Seco, Ratos de Porão, que viriam a ser grande influência em sua carreira musical.

#### Amadurecimento, primeiro filho e trabalhos
Alexandre pensava mais na diversão, no freestyle, um estilo de vida descontraído, sem apego a estabelecer-se fixamente em algum lugar ou à estabilidade profissional. Sua vida mudaria em 1989, com uma interrupção nas atividades de skate porque não tinha tênis para poder praticar e devido ao nascimento de seu filho, o que faz Alexandre começar a trabalhar. Chorão brigava com facilidade, chegando até a ter problemas com a polícia. Teria sido preso várias vezes por falta de documentos, averiguação, briga.[carece de fontes?] Uma de suas prisões foi, supostamente, uma prisão ilegal:
Sua vida melhoraria por volta dos 22 anos. "Seu pai não tinha dinheiro, queria ajudar, mas não tinha dinheiro, sua mãe era doente (sofreu um derrame na década de 1980), não tinha condição de estudar, não conseguia emprego fixo por não ter se formado em nada, tinha um filho. Então tinha que fazer alguma coisa da sua vida."
Alexandre teve diferentes empregos. Trabalhou como corretor de imóveis, tendo trabalhado em duas imobiliárias, sendo uma delas de seu pai, ambas em Santos. Era um péssimo corretor e ainda por cima não tinha sorte. Foi mandado embora das duas imobiliárias, sendo que na de seu pai, era constantemente demitido e readmitido.[carece de fontes?] O pai de Alexandre tentou um negócio com cartões de Natal para que Chorão vendesse cartões de porta em porta, o que não o agradou. [carece de fontes?]
Com dificuldades relativas a seu emprego, Chorão foi despejado seguidas vezes, tendo de conseguir dinheiro para alugar apartamentos temporários, de maneira que pagava os primeiros três meses e ficava até ser despejado.[carece de fontes?] Nas duas vezes em que Alexandre não saldou a dívida, seus móveis foram confiscados (o que servira de inspiração para a composição "Confisco"). Mais tarde, pagou sua única credora com seus primeiros ganhos provindos da primeira gravadora.

## Carreira

### What's Up
Por volta dos 21 anos, Alexandre esteve em um bar de Santos chamado Creperie, bêbado. Tinha se separado da sua namorada com quem era casado e assistia ao show de uma banda chamada Matrix. O vocalista saiu para beber água e Alexandre subiu ao palco. Teria dito: “Aí, agora é comigo!".
Com o microfone, Chorão cantou improvisadamente uma letra do Suicidal Tendencies. Apesar de estar embriagado, foi convidado por frequentador do bar para realizar uma audição no dia seguinte. O teste foi marcado para as 14 horas, mas Alexandre chegou às 11. Deram-lhe a letra, em inglês,  o que soou difícil para Chorão por seu inglês ser então limitado a nomes de manobras de skate e um pouco do que via no cinema.[carece de fontes?] A música e banda chamavam-se What's Up. Com o auxílio de um dos integrantes para aprender a música, Alexandre realizou o teste aos berros, e quando saiu, teria ouvido o guitarrista dizer: “Melhor [do que ele] a gente não vai arrumar mesmo”. Dois dias depois, gravariam para uma coletânea da rádio 95, de Santos. A banda já tinha mandado uma fita com a canção e sido selecionada, mas no meio tempo houvera uma briga que culminou na saída do vocalista que precedeu Chorão.
Nenhum membro da banda se manifestou sobre a coletânea a Alexandre. Quando foi ao estúdio, tinha no máximo três dias como músico. Muito rouco, depois do teste, foi-lhe dito: "Pô, legal a tua voz não acaba!". Chorão teria perdido a voz por dois dias.[carece de fontes?] Foi gravar sem voz alguma, mas com êxito e recebeu elogios dos técnicos do estúdio:[carece de fontes?] "Esse cara é muito engraçado, canta pulando, esse moleque tem mó personalidade, não sabe cantar nada, mas vai longe”. Entretanto, o disco do What's Up nunca foi lançado por motivo é desconhecido.[carece de fontes?] Quando o baixista da What's Up deixou a banda, Chorão veio a conhecer Champignon, novo baixista que passou a integrar a formação, na altura com 12 anos e que, mais tarde, viria a ser membro do Charlie Brown Jr..

### Charlie Brown Jr
Tempos depois, Chorão e Champignon convidaram o baterista Renato Pelado, vindo de bandas da cidade como Ecossistema, Jornal do Brasil, entre outros projetos. Mais tarde, Marcão e Thiago Castanho completaram a primeira formação da banda Charlie Brown Jr. A banda, ainda sem nome, continuou a se apresentar na cidade. Chorão considerava o grupo como "filho" de uma geração de músicos e bandas como Raimundos (nos anos 90 Chorão considerava Rodolfo Abrantes, o vocalista dessa banda, como o melhor do Brasil), Nirvana, Red Hot Chili Peppers, Nação Zumbi, e Planet Hemp.
| “                                             | Fundei e batizei a banda com esse nome em 1992. Foi uma coisa inusitada. Trombei (literalmente) com uma barraca de água de coco que tinha o desenho do Charlie Brown, aquele personagem do Charles Schulz, mais conhecido por ser o dono do Snoopy. E o "Jr" é pelo fato de sermos filhos do rock. | ” |
| — Chorão sobre a criação do Charlie Brown Jr. | |   |

A sonoridade do grupo tinha influências de grupos como Sublime, Bad Brains, 311, misturando hardcore, skate e reggae. Por volta de 1993, já com essa formação da banda, o quinteto teve suas primeiras apresentações em Santos e São Paulo, especialmente em campeonatos de skate. Uma fita demo foi entregue a Rick Bonadio, presidente da Virgin Records no Brasil e produtor dos Mamonas Assassinas, que se interessou pelo grupo e os contratou. De uma demo de três faixas surgiu o primeiro disco do CBJr, produzido por Tadeu Patolla e Rick Bonadio com o selo da Virgin Records. Nasceu, então, o álbum Transpiração Contínua Prolongada, produzido por Rick Bonadio e Tadeu Patolla (ex-Lagoa 66), e bem recebido pelas rádios com as faixas "O Côro Vai Comê!", "Proibida pra Mim (Grazon)", "Tudo que Ela Gosta de Escutar", "Quinta-Feira" e "Gimme o Anel", vendendo 500 mil cópias. Na época, o baixista Champignon era menor. Consequentemente, sempre que a banda se apresentava em casas noturnas, era necessária uma autorização judicial para que o jovem baixista acompanhasse o grupo.

## Vida pessoal

### Morte do pai
Em meados de 2000, Chorão perdeu o pai.
| “ | Passei por várias dificuldades neste ano, desde financeiras... , eu perdi meu pai... , e você tem que tentar lidar com isso numa boa, até você aceitar rola uma mudança, uma metamorfose. | ” |

A banda, compreendendo a perda de Alexandre, decide por um hiato. A morte de seu pai quase levou-no a deixar a banda, sendo perceptível nas letras de "Ouviu-se falar" e "Talvez a metade do caminho". Levou seis meses até que Chorão, desengrenhado e com 20 kg a mais, sedentário e desmotivado, conseguisse se reerguer. Durante o mesmo tempo os demais integrantes, Champignon, Thiago Castanho, Marcão e Renato Pelado continuaram estudando e praticando música.

### Polêmicas

#### Suposto ataque a um jovem em Santos
Em janeiro de 2003, um rapaz de 17 anos foi até uma delegacia em Santos e registrou um boletim de ocorrência contra Alexandre Magno. Segundo o jovem, Chorão teria desferido um tapa em seu rosto após a vítima dizer que não gostava de Charlie Brown Jr. Em comunicado, Chorão informou que apenas "agrediu verbalmente" o rapaz, já que ele teria dito palavras 'depreciativas' sobre seu conjunto. Complementou dizendo que o garoto queria "1 minuto de fama".

#### Discussão com Badauí, do CPM 22
Em 2003, durante show realizado em São Paulo, Chorão instigou uma briga entre si e Badauí, vocalista do CPM 22, devido a descontentamento gerado por comentários feitos em uma revista.
"Teve uma revista que publicou uma coisa que não era pra pôr, foi uma brincadeira em off, foi combinado que era só uma brincadeira, que não seria publicado, mas os caras publicaram, e o Chorão com certeza deve ter ficado chateado... E o cara da revista ficou espetando, insistindo, até que a gente brincou, daí já era."— Japinha, baterista do CPM22, sobre a polêmica com Chorão
Dias após a morte de Chorão, Badauí deu uma entrevista ao Portal R7 afirmando que eles haviam se acertado e que as polêmicas tinham ficado no passado. Segundo Badauí, "[...] apesar de termos umas desavenças no passado, as coisas ficaram esclarecidas entre nós e é uma pena que a gente não tenha fortalecido uma amizade.".

#### Comercial da Coca-Cola, briga comMarcelo Cameloe discussão com fã
Em 2002, Chorão foi o garoto-propaganda de uma peça publicitária da Coca-Cola, divulgando a promoção “No Estilo”. Esta parceria com a Coca-Cola teve seu auge em 2006 na ação “Estúdio Coca-Cola”, um programa veiculado na MTV que promovia encontros musicais inusitados. Em 2008, o projeto mistura o rock do Charlie Brown Jr. com a MPB de Vanessa da Mata.
Segundo Cláudia Colaferro, então diretora de marketing da Coca-Cola, "o Charlie Brown Jr., encabeçado pelo Chorão, apareceu como o representante da geração que tem entre 14 e 19 anos. Por isso a escolha.
Em 2004, Marcelo Camelo, vocalista da banda Los Hermanos, durante uma entrevista concedida para a revista da Oi, criticou a participação do Chorão no comercial "No Estilo" da Coca-Cola. Camelo disse: "esse negócio de fazer comercial para Coca-Cola é um desdobramento da indústria, a gente rejeita esse negócio de vender atitude". Ainda disse: "[...] o Charlie Brown Jr. é uma banda da qual temos discordâncias estéticas... são precursores deste estilo que combatemos".
As declarações de Camelo irritaram profundamente Alexandre. O primeiro encontro de ambos após a polêmica declaração de Camelo foi em um voo em 2 de julho de 2004, a caminho do Piauí. Ambas as bandas iriam se apresentar no Piauí Pop Festival. Percebendo que Camelo estava no mesmo voo, Chorão declarou em voz alta: "Vou atropelar as bandas que falam mal do Charlie Brown." Após o voo, no aeroporto de Fortaleza, Camelo teria se aproximado de Chorão, que o agrediu com um soco. Chorão alegou que também foi ameaçado e agredido.
Após a briga entre ambos músicos ganhar repercussão na imprensa, a assessoria do Charlie Brown Jr. divulgou uma nota lamentando a discussão, afirmando que os ânimos se exaltaram em ambas as partes e garantindo que foi um incidente isolado.
Alguns dias após o incidente, Chorão formalizou um pedido de desculpas via site oficial da banda.
Entretanto, dias mais tarde, a banda Los Hermanos iniciou dois processos judiciais contra Alexandre Magno, sendo um na comarca do Rio de Janeiro, pedindo indenização por danos morais e materiais; e o outro em São Paulo, no qual o grupo exigiu mais R$ 43 mil para compensar os cachês de shows e eventos que foram cancelados após a agressão.
Meses depois, uma adolescente que estava na plateia do programa Altas Horas questionou Chorão a respeito desta polêmica passada. Além de responder rispidamente que não devia satisfação a ninguém, ele ainda cantou versos ofensivos direcionados a ela: “a patricinha da plateia usava piercings, roupas e até a calcinha comprada pelo papai". Envergonhada, a espectadora fez gestos obscenos e chorou.
Em 2009, no Programa Ensaio, exibido pela TV Cultura, o Charlie Brown Jr. se apresentou e Chorão deu depoimentos sobre vários aspectos da carreira da banda, inclusive o incidente com Marcelo Camelo. Chorão contou que durante um bom tempo se sentia perseguido pessoalmente por Camelo, que isso vinha lhe irritando e que, quando a confusão aconteceu, foram os integrantes do Los Hermanos que partiram pra cima dele, que teria apenas se defendido. Por fim, ele fala que não tinha nada contra Marcelo Camelo e ironicamente, diz: “Camelo, eu te amo. Sem você o Brasil não seria o mesmo”.
Em 2015, dois anos após a morte de Chorão, e onze do incidente, o processo aberto pelo Los Hermanos ainda estava em trâmite na justiça.[carece de fontes?]

#### Crises de relacionamento com os integrantes do Charlie Brown Jr.
Em 2005, devido às constantes brigas que aconteciam desde o início da banda, Chorão se desentendeu com todos os membros originais do Charlie Brown Jr., que se despediram da banda. 
"O lance da banda foi um desentendimento com o empresário Pipo e o Chorão comprou a dele. Então eu, o Marcão e o Pelado fomos cada um para um lado. Tem coisas aí que não podem ser abertas porque são particulares e prefiro nem falar. Neguinho aí até parou de tocar porque ficou abalado com a situação, não acreditou. Na boa, eu não quero ficar falando mal dele (Chorão), jogando bomba, quero mais que ele fique bem rico, bem milionário e me esqueça. Esqueça a gente. Tem uma parte que não pode ser falada. Todo mundo gostaria de saber, mas a gente tem um acordo."— Champignon, sobre o rompimento da banda, em entrevista dada a Revista Jovem Pan #15, de 26/06/2005 
Pouco tempo depois, em outra entrevista, Champignon afirmou que ficou magoado pelas declarações do cantor de que ele fazia tudo na banda. "Ele falou no Faustão que faz 100% de tudo. Isso é desrespeito com o Marcão, comigo e com o Pelado".
Na época, ele inclusive contratou novos instrumentistas (Heitor Gomes no lugar de Champignon e André Pinguim Ruas no lugar de Pelado, enquanto Thiago Castanho retornou à banda depois de cinco anos), e acabou virando o único remanescente da formação original.
Seis anos após o incidente, Champignon e Marcão voltaram ao grupo. Porém, em um show realizado em 2012, em Apucarana, no Paraná, Chorão fez um discurso contra o baixista Champignon no meio da apresentação. Ele falou mal do parceiro com quem dividia o palco no momento, afirmando que o mesmo deveria "ficar muito grato" por ter sido aceito de volta, já que só decidiu voltar para a banda por causa de dinheiro. Champignon, então, deixou o palco, e o show prosseguiu sem o baixista. Chorão ainda ironizou a atitude do colega brincando com a plateia: “Alguém sabe tocar baixo ai?”, disse.
Dias depois do incidente, os dois publicaram um vídeo na internet pedindo desculpas aos fãs.

#### Expulsão de um voo
Em 2008, Alexandre foi expulso de um voo com destino a Manaus, acusado pela Gol de ter se recusado a desligar um aparelho eletrônico com o avião na pista. Alexandre alegou que apenas usava seus fones de ouvido e que havia sido insultado pela comissária de bordo. O problema gerou um atraso de aproximadamente uma hora e quarenta minutos no voo.

#### Problemas com as drogas e a separação da segunda mulher
Em uma entrevista dada dias após a morte de Chorão, sua viúva, a estilista Graziela Gonçalves, afirmou que o cantor era dependente de drogas, e que a dependência piorou em 2005, quando ele se entristeceu com o fim da formação original da banda. Ela informou que a dependência "Não era de crack, mas sim de cocaína". Graziela disse que ela, a primeira mulher do músico, Thais Lima, o filho dele, Alexander, então com 23 anos, e a empresária da banda, chegaram a procurar um advogado para providenciar a internação involuntária de Chorão.
| “ | Não deixaram que ele fosse internado. Não foram os familiares, foi por causa do trabalho. (...) O Chorão sempre achou que tinha controle sobre a situação. Ele estava havia um ano e meio usando drogas compulsivamente. | ” |

O apartamento do cantor, na zona oeste da capital paulista, seria o reduto de Chorão para o consumo de drogas, o que incomodava Graziela. Por conta disso, em meados de 2012, após 15 anos de casamento, Chorão e Graziela se separaram.
Na mesma entrevista dada dias após a morte do vocalista, ela afirmou que havia se separado de Chorão há quatro meses em uma tentativa de “trazê-lo de volta”, por conta da dependência química do músico. A estilista revelou ainda que ela e Chorão nunca chegaram a se separar definitivamente e tiveram muitas separações durante a relação, por conta da dependência de drogas do cantor.
| “ | Nós estávamos afastados em razão do que estava acontecendo com ele. Lutei por ele até o fim e infelizmente quem ganhou essa guerra foi essa droga que está acabando com todo o mundo. | ” |

Em dezembro de 2012, Chorão confessou no Caldeirão do Huck que ainda gostava de Graziela, mas que se sentia solteiro e que a canção Céu Azul foi inspirada nela.

## Morte
O corpo de Alexandre Magno Abrão foi encontrado por seu motorista Kleber "Tiozão" Atalla na madrugada de 6 de março de 2013, no apartamento de Alexandre, localizado no bairro de Pinheiros, em São Paulo. O Serviço de Atendimento Móvel de Urgência constatou, no local, que Alexandre já estava morto. O apartamento encontrava-se em estado de desordem, com garrafas vazias de bebida, embalagens de remédios e marcas de sangue.
O delegado Itagiba Franco afirmou que Chorão passava por uma forte depressão devido à separação da mulher, Graziela Gonçalves. Ele ainda informou que o músico era procurado pelos outros integrantes do Charlie Brown Jr. desde o meio-dia de terça-feira (5 de março). Segundo a Folha de S.Paulo, a polícia acreditava que a morte pode ter acontecido entre segunda e terça-feira (4 e 5 de março), devido ao estado em que o corpo foi encontrado.
Chorão teve uma overdose de cocaína, apontou o laudo necroscópico da Polícia científica de São Paulo. O laudo considera resultados do exame toxicológico número 5054/2013 do Instituto Médico-Legal (IML) feito no corpo do músico. O exame toxicológico apontou que o corpo apresentava 4,714 microgramas da droga por mililitro no sangue. Segundo os peritos, foi possível concluir, a partir dos testes, que a causa da morte foi "intoxicação exógena devido aos efeitos da cocaína".
No início da tarde do dia de sua morte, a hashtag #LutoChorão já estava há algumas horas na liderança dos trending topics mundiais do Twitter, e a notícia sobre sua morte era o assunto mais lido nos principais portais do Brasil.
De acordo com o Correio do Estado, estima-se que Chorão tenha deixado fortuna de R$ 25 milhões para os seus herdeiros.

### Velório e funeral
O velório de Chorão, aberto ao público, iniciou-se na noite do dia 6 de março no ginásio Arena Santos, e durou até as 13 horas do dia 7 de março. Mais de cinco mil pessoas passaram pelo local. A partir desse horário, ficou restrito aos familiares e amigos. Entre os famosos, estiveram presentes os integrantes das bandas Charlie Brown Jr. e NX Zero, Digão e Canisso, do Raimundos, rappers como Mano Brown e Dexter, os atores Sandro Pedroso e Alexandre Frota, e o skatista Sandro Dias. Às 15 horas, o corpo seguiu em cortejo para o cemitério, em uma limusine do serviço funerário. A carreata passou pelo centro de treinamento CT Rei Pelé, e em frente ao estádio do Santos, na Vila Belmiro.
Seu corpo foi enterrado no quinto andar do Memorial Metrópole Ecumênica, o cemitério vertical de Santos, localizado no bairro do Marapé, em uma cerimônia fechada ao público, mas sob muitos aplausos. Em frente à pista de skate, na Vila Mathias, dezenas de mensagens e vasos de flores foram deixados na calçada.

### Reações e Legado
Para Kiko Nogueira, colunista do site Diário do Centro do Mundo, "Chorão será lembrado por seus fãs pelo som pesado e competente que fazia, mistura de hip hop e hard rock, pelas letras que, paradoxalmente, eram entendidas como lições de vida — e pela morte trágica, evitável e fora de época."[carece de fontes?]
Já segundo nota da MTV Brasil "A banda Charlie Brown Jr. foi um grande sucesso e o músico deixa um legado musical pra além de ícone de uma ou mais gerações, sua memória estará em uma coleção de grandes hits que deram uma roupagem pop e acessível ao tripé hardcore, rap e reggae, parte fundamental do universo do skate.".
Nasi, vocalista do Ira!, afirma que "Chorão foi um ícone da geração de 90. Ele deixa um legado de bons discos, além do reconhecimento da parceria skate e rock brasileiro.
Para além da música, Chorão deixou legado para o skate, esporte que praticava e ajudou a difundir.
Gustavo Sirotsky, produtor do festival Planeta Atlântida disse acreditar que a morte de Chorão representava o fim da banda, o que de fato ocorreu. "Assim como o Legião Urbana marcou e não seguiu quando ficou sem seu líder, o Charlie Brown também fica sem líder, portanto, é dificil continuar.".

### Homenagens
- A prefeitura da cidade de Santos decretou luto oficial de três dias pela morte do cantor.[64] No dia 07 de março de 2013, a câmara de vereadores da cidade prestou uma homenagem ao vocalista em uma sessão que contou com "um minuto de silêncio" e com a presença do filho de Chorão.[65]
- No dia de sua morte, a MTV Brasil prestou homenagem ao vocalista com uma programação especial, dedicando sua grade ao líder do Charlie Brown Jr..[66]
- Alguns programas de televisão fizeram homenagens ao músico, como Pânico na Band,[67] Caldeirão do Huck,[68] Altas Horas,[69] Ensaio,[70] TV Xuxa, Mais Você, dentre outros.
- No dia de sua morte, fãs de Chorão fizeram uma campanha — com mais de 24 mil compartilhamentos no Facebook - para que a abertura do seriado jovem Malhação do dia 6 de março de 2013 fosse Te Levar, sucesso marcante do Charlie Brown Jr. nas temporadas iniciais da trama.[71] O seriado homenageou o cantor colocando a música no encerramento do capítulo.[72]
- Fãs da banda prestaram homenagens através de cartazes e mensagens escritas na pista de skate criada pelo cantor,[73][74] além de mensagens nas redes sociais.[75] No dia de sua morte, menções ao vocalista na rede social Twitter dominavam a lista de tópicos mais comentados em todo o mundo.[76]
- A banda americana Guns N' Roses homenageou Chorão, por meio de mensagens no Facebook e Twitter. O grupo dedicou uma de suas canções ao cantor. "De luto pela perda de nosso irmão brasileiro, RIP [descanse em paz] Chorão. Esta `Don't cry` tocando aqui é para você", escreveu o grupo de rock.[77] Ao saber disso, o baixista Champignon se disse orgulhoso por saber que a banda americana conhecia o som do Charlie Brown Jr..[78]
- O Santos Futebol Clube, time pelo qual Chorão torcia, fez um homenagem ao seu torcedor ilustre usando imagens dele na Vila Belmiro e em shows, na qual ele aparece usando o uniforme do time.[79] Além disso, o time santista jogou de luto a partida diante do Atlético de Sorocaba (a primeira após sua morte),[80] e com uma camisa especial, na qual estava estampado "Dias de Luta, Dias de Glória" nas suas mangas[81] (esta camisa também foi doada ao filho de Chorão[82]). A direção ainda pediu que fosse respeitado um minuto de silêncio antes do jogo em homenagem a Chorão. O silêncio foi repetido na semana seguinte, no jogo diante do Guarani, dentro da Vila Belmiro.[80] Santista fanático, Chorão era figura frequente nos jogos da equipe e era amigo dos jogadores.[83]
- O cantor Mr. Thug mostrou uma tatuagem em homenagem a Chorão, com a frase "A vida me ensinou a nunca desistir, nem ganhar, nem perder mas procurar evoluir", que é parte de uma das composições de Chorão. Uma foto da tatuagem foi postada em seu Instagram.
- O lutador de MMA Vinny Loureiro prometeu homenagear Chorão usando uma música do Charlie Brown Jr. quando fosse entrar no ringue em sua próxima luta.[84]
- Várias celebridades prestaram homenagens em redes sociais, como Marcos Mion, Racionais MCs, Rodrigo Lombardi, Projota, Guilherme Leicam, Marcelo Mancini, Pe Lanza, Rodrigo Simas, Grazi Massafera, O Rappa, Zé Ramalho, entre outros.[85] No campo esportivo, também houve homenagem de muitos atletas.
- O cantor sertanejo Lucas Lucco homenageou Chorão através de uma música, intitulada “Ninguém podia prever”.[86]
- A banda O Rappa homenageou o vocalista na abertura de um show, com a exibição de um vídeo com imagens de um texto dando adeus ao vocalista e com trechos de letras do próprio compositor.[87] Este mesmo vídeo foi publicado no canal do Youtube da banda, no dia 10/03.
- O Grupo Bonde da Stronda homenageou Chorão com várias mensagens durante a abertura de seu show em Campo Grande/MS no dia 9 de março de 2013. Foi também exibida uma antiga mensagem de Chorão mandando um alô para o Bonde da Stronda. O grupo abriu seu show com a música "Lutar Pelo o que é Meu" de Charlie Brown Jr.[88]
- Geraldo Alckmin, governador do estado de São Paulo à época da morte do vocalista, batizou uma pista de skate localizada no Parque da Juventude, na zona Norte da capital paulista, com o nome do cantor. A justificativa da homenagem foi porque Chorão sempre apoiou os skatistas.[89]
- A ex-esposa do vocalista prestou uma homenagem a Chorão publicando duas mensagens no site oficial da banda. Ressalte-se que quando o cantor morreu, eles estavam separados.[90]
- A banda A Banca saiu em uma turnê nacional em homenagem ao músico chamada "Chorão Eterno", no qual eles tocam canções de toda a carreira do Charlie Brown Jr..[91]
- Em Homenagem ao cantor, uma rua em Franco da Rocha foi apadrinhada pelo seu nome completo Rua Alexandre Magno Abrão, rua qual fica localizado o bairro Residencial Santo Antônio.[92]

A morte de Chorão teve repercussão não só nacional, como internacional, onde sua morte foi destacada nos jornais Latin Times (que o apelidou de "Big Crying"), Huffington Post, The Washington Post, U-T San Diego, além da Billboard norte-americana.

### Processo pela não realização de shows
Com a sua morte, Chorão deixou de fazer 9 shows previamente contratados pela empresa "Promocom Eventos e Publicidade", sediada no Paraná. Por conta disso, a empresa entrou, em 2015, com um processo contra o filho de Chorão, Alexandre Magno, cobrando indenização. Em maio de 2020, a Justiça rejeitou todos os pedidos. Afirmou que a morte, mesmo em casos de suicídio, não pode ser considerada como uma inadimplência voluntária, e tampouco pode ser considerado um ato ilícito.

## Outras atividades

### Como skatista
| “ | “O Chorão foi um importante porta-voz do skate no Brasil, fez muito pelo esporte.” | ” |

Para além da música, Chorão deixou legado para o skate, esporte que praticava e ajudou a difundir. Considerado um ativista do skate, Chorão incluía essa paixão nas letras, nos clipes, nos shows e até chegou a construir sua própria pista, em Santos.
Sua paixão pelo skate nasceu no começo da década de 80. Conhecido como um dos “Ibiraboys”, ele foi vice campeão paulista na modalidade freestyle, e competiu em uma das lendárias etapas do brasileiro em Guaratinguetá. Poucos dias depois do músico aparecer morto, um vídeo foi publicado no YouTube mostrando o ainda jovem Chorão, com apenas 16 anos, dando entrevista — provavelmente pela primeira vez — ao programa "Grito de Rua", famoso programa da década de 80 sobre skate.
Mesmo após conquistar a fama pela música, Chorão continuou muito ligado ao skate. Num dos principais momentos da história do Charlie Brown Jr., com a banda sendo eleita a revelação na premiação anual da MTV Brasil, em 1998, Chorão fez questão de soltar, já com o prêmio na mão: “Skate na veia dos irmãos!”. Desde então, Chorão passou a representar o ícone de estilo de vida do skatista.
No dia 6 de novembro de 2006, ele inaugurou o Chorão Skate Park em Santos, um espaço para skatistas e músicos que tem como destaque uma das melhores pistas de skate do Brasil, com uma distribuição de obstáculos que está em sintonia com o que há de mais atual com os parques de skate no mundo.
Em janeiro de 2009, o músico lançou sua grife de roupas voltada para os skatistas, intitulada DO.CE ("dose certa"), em festa promovida em São Paulo.

### Cinema
Em 2007, o cantor se aventurou no cinema, com o filme O Magnata, dirigido pelo videomaker Johnny Araújo. Chorão foi escritor e roteirista, além de participar do filme junto com o Charlie Brown Jr. e integrar a trilha sonora deste.
Antes de morrer, ele anunciou um novo filme, O Cobrador, do qual ele mesmo escreveu o roteiro.

### Livro
Antes de morrer, Chorão pretendia lançar um livro contando a história da banda desde o início. Seu filho, Alexander Abrão, sabendo desse desejo de seu pai, correu atrás para realizar o sonho dele, e em 2017 lançou o livro Eu Estava Lá Também - Um Livro Criado por Chorão.

## Estilo
Chorão não abriu mão do seu jeito simples mesmo depois da fama. As camisetas largas, bermudas compridas e os bonés de aba reta eram sua marca registrada. A corrente comprida com aros largos e o relógio eram os principais acessórios que o cantor costumava usar.
Segundo o portal G1, "Chorão tinha um estilo próprio. Criou uma música com ar de rock pesado. Tinha seus momentos românticos e mantinha uma conversa com o rap. Com outros artistas, fez parcerias com mais harmonia, como com a cantora Negra Li".
Para Gustavo Brigatti, do site ClicRBS, "Chorão ditou moda e influenciou sua geração pois soube explorar temáticas predominantes na adolescência, como mulheres, festas e conflitos juvenis".  David Oaski, do Ideologia Rock, vai no mesmo caminho, afirmando que "Chorão sempre falou sobre a realidade nua e crua das ruas, diversão, mulheres, putaria, skate, diversão, etc., enfim, tudo que aqueles que têm espírito jovem são apaixonados".
André Barcinski, crítico musical do jornal Folha de S.Paulo, afirmou que que "o discurso e a imagem de Chorão — skatista, desbocado, fã de punk rock e rap —  encontrou muitos fãs, especialmente entre a juventude. Foi o mais próximo que a música “mainstream” brasileira teve de um herói punk".

## Filmografia

### Como escritor e roteirista
| Ano  | Filme      |
| ---- | ---------- |
| 2007 | O Magnata  |
| ???? | O Cobrador |

### Atuações
| Ano  | Filme                  | Papel     | Info                                           |
| ---- | ---------------------- | --------- | ---------------------------------------------- |
| 2007 | O Magnata              | Ele mesmo |                                                |
| 2021 | Chorão: Marginal Alado | Ele mesmo | Documentário postumo sobre sua vida e carreira |

## Discografia

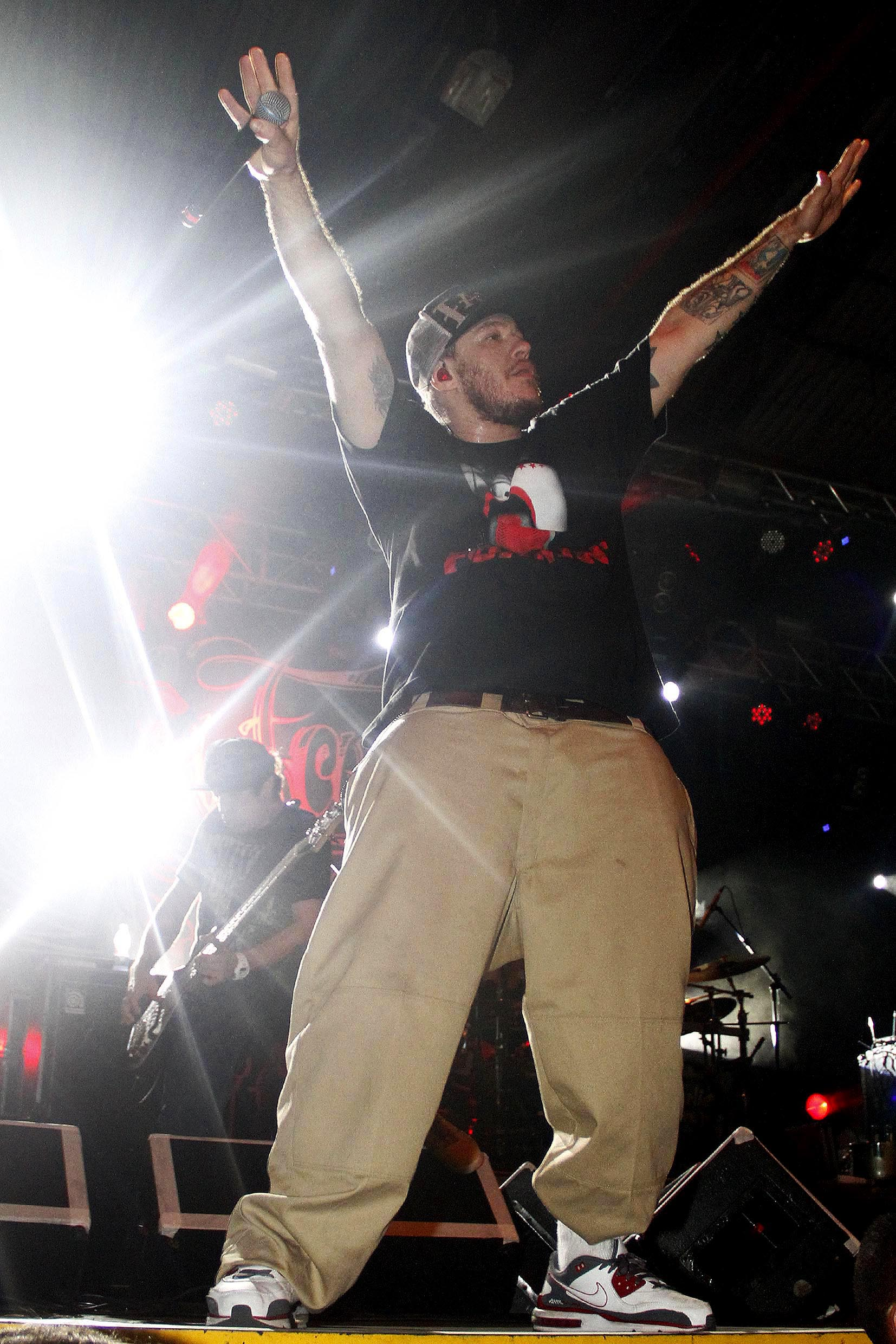
Chorão em outubro de 2012, no show de lançamento do DVD Música Popular Caiçara em Porto Alegre

### Demos
- (1995) Charlie Brown Jr.

### Álbuns de estúdio
- (1997) Transpiração Contínua Prolongada
- (1999) Preço Curto... Prazo Longo
- (2000) Nadando com os Tubarões
- (2001) 100% Charlie Brown Jr. - Abalando a Sua Fábrica
- (2002) Bocas Ordinárias
- (2004) Tamo Aí na Atividade
- (2005) Imunidade Musical
- (2007) Ritmo, Ritual e Responsa
- (2009) Camisa 10 Joga Bola Até na Chuva
- (2013) La Familia 013

### Álbuns ao vivo
- (2003) Acústico MTV
- (2012) Música Popular Caiçara
- (2021) Chegou Quem Faltava

### DVDs
- (2002) Charlie Brown Jr. ao Vivo
- (2003) Acústico MTV: Charlie Brown Jr.
- (2004) Na Estrada 2003-2004
- (2005) Skate Vibration
- (2008) Ritmo, Ritual e Responsa ao Vivo
- (2012) Música Popular Caiçara
- (2021) Chegou Quem Faltava

### Participações especiais
- Participação especial na música "Santa Padroeira", da banda Spiegel.
- 2001 — Álbum Condom Black, de Otto — participação especial na gravação e vocais em várias faixas do disco.[111]
- 2001 — Álbum A Bob Marley, da banda Tribo de Jah - participação especial na faixa "Mundo Em Confusão (So Much Trouble In The World)".[112]
- 2005 — Álbum Planta & Raiz ao Vivo, da banda Planta & Raiz — participação especial na faixa "Gueto do Universo (Dias de Luta, Dias de Glória)"
- 2005 — Álbum Pra Todo Mundo Ouvir, da banda The Originals - participação especial nas faixas "Marcas do Que Se Foi" e "Elas Por Elas".[113]
- 2006 — Álbum Renato Russo - Uma Celebração - participação especial na música "A Canção do Senhor da Guerra".[114]
- 2007 — Álbum Cidade do Samba — dueto com Dudu Nobre na faixa "Posso Até Me Apaixonar".[115]
- 2010 — Álbum Projeto Paralelo, da banda NX Zero — participação especial na faixa Cedo ou Tarde 0.2.[116]
- 2012 — Álbum O Disco do Ano de Zeca Baleiro - participação especial na faixa O Desejo.[117]
- 2013 — Álbum Duetos, de Marina Elali - participação especial nas faixas "Vozes da Seca" e "São João Na Roça".[118]

## Prêmios e honrarias

### Como músico
| Ano  | Prêmio                                     | Indicação            | Resultado | Ref.    |
| ---- | ------------------------------------------ | -------------------- | --------- | ------- |
| 2003 | Meus Prêmios Nick (MPN)                    | Cantor do Ano        | Venceu    | [ 119 ] |
| 2006 | Meus Prêmios Nick (MPN)                    | Cantor do Ano        | Indicado  | [ 120 ] |
| 2008 | Prêmio Multishow de Música Brasileira 2008 | Melhor Cantor do Ano | Indicado  | [ 121 ] |
| 2011 | Meus Prêmios Nick (MPN)                    | Cantor Favorito      | Indicado  | [ 122 ] |

### VMB
- (1998) Banda Revelação: "Proibida pra Mim (Grazon)"
- (2001) Escolha da Audiência: "Rubão, o Dono do Mundo"
- (2001) Melhor Videoclipe de Rock: "Rubão, o Dono do Mundo"
- (2003) Escolha da Audiência: "Papo Reto (Prazer É Sexo, o Resto É Negócio)"
- (2003) Melhor Videoclipe de Rock: "Só por Uma Noite"

### Grammy Latino
- (2005) Melhor Álbum de Rock Brasileiro: Tamo Aí na Atividade
- (2010) Melhor Álbum de Rock Brasileiro: Camisa 10 Joga Bola Até na Chuva

### Multishow
- (2007) Melhor Canção: "Senhor do Tempo"
- (2008) Melhor Videoclipe: "Pontes Indestrutíveis"

### Como skatista
- Vice-campeão paulista de skate (modalidade free-style)[100]

## Documentário
- (2021) Chorão: Marginal Alado[123]